# Liste der Kulturgüter in Simplon
Die Liste der Kulturgüter in Simplon enthält alle Objekte in der Gemeinde Simplon im Kanton Wallis, die gemäss der Haager Konvention zum Schutz von Kulturgut bei bewaffneten Konflikten, dem Bundesgesetz vom 20. Juni 2014 über den Schutz der Kulturgüter bei bewaffneten Konflikten sowie der Verordnung vom 29. Oktober 2014 über den Schutz der Kulturgüter bei bewaffneten Konflikten unter Schutz stehen.
Objekte der Kategorien A und B sind vollständig in der Liste enthalten, Objekte der Kategorie C fehlen zurzeit (Stand: 1. Januar 2023).

## Kulturgüter
| Foto |                                                                                                  | Objekt                                                                | Kat. | Typ | Standort                                         | Beschreibung |
| ---- | ------------------------------------------------------------------------------------------------ | --------------------------------------------------------------------- | ---- | --- | ------------------------------------------------ | ------------ |
| ja   | Datei hochladen · Wikidata zu Altes Hospiz (Q29573924)                                           | Altes Hospiz KGS-Nr.: 07030                                           | A    | G   | Altes Hospiz 3 644495 / 120579                   |              |
| ja   | Datei hochladen · Wikidata zu Alpe Hopsche (Q29927464)                                           | Alpe Hopsche KGS-Nr.: 07021                                           | B    | G   | Hopsche 6, 8, 10, 12, 14, 16, 18 644900 / 122349 |              |
| ja   | Datei hochladen · Wikidata zu Alter Sustbau (Q29927488)                                          | Alter Sustbau KGS-Nr.: 07024                                          | B    | G   | Voralpenstrasse 45 645820 / 118992               |              |
| ja   | Datei hochladen · Wikidata zu Kirche St. Gotthard (Q29927547)                                    | Kirche St. Gotthard KGS-Nr.: 07031                                    | B    | G   | Dorfplatz 7a 647673 / 116227                     |              |
| ja   | Datei hochladen · Wikidata zu Napoleonskaserne in der Gondoschlucht ("Alte Kaserne") (Q29927571) | Napoleonskaserne in der Gondoschlucht ("Alte Kaserne") KGS-Nr.: 07032 | B    | G   | Simplonstrasse 60 650416 / 115187                |              |
| ja   | Datei hochladen · Wikidata zu Hospiz auf dem Simplonpass (Q177545)                               | Hospiz auf dem Simplonpass KGS-Nr.: 14952                             | B    | G   | Simplonstrasse 132 645549 / 121842               |              |
| ja   | Datei hochladen · Wikidata zu Alter Gasthof (Q131468274)                                         | Alter Gasthof KGS-Nr.: 17381                                          | B    | G   | Dorfplatz 25, 27 647700 / 116180                 |              |